# Kamera (киностудия)
Творческое объединение «Камера» (пол. Zespół Filmowy „Kamera”) — польская киностудия, существовавшая в 1957—1968 гг., создана сначала под названием Творческое объединение «57» (пол. Zespół Filmowy „57”). Художественным руководителем был режиссёр Ежи Боссак, литературным руководителем 1957—1965 сценарист Ежи Стефан Ставиньский.

## Известные фильмы объединения
- 1958 — «Дезертир» / Dezerter
- 1959 — «Общая комната» / Wspólny pokój
- 1960 — «Косоглазое счастье» (другое название «Шесть превращений Яна Пищика») / Zezowate szczęście
- 1960 — «Год первый» / Rok pierwszy
- 1961 — «Расставание» / Rozstanie
- 1961 — «Апрель» / Kwiecień
- 1961 — "Дорога на запад / Droga na zachód
- 1962 — «Золото» / Złoto
- 1962 — «Нож в воде» / Nóż w wodzie
- 1962 — «Гангстеры и филантропы» / Gangsterzy i filantropi
- 1963 — «Чёрные крылья» / Czarne skrzydła
- 1963 — «Как быть любимой» / Jak być kochaną
- 1963 — «Пассажирка» / Pasażerka
- 1963 — «Разводов не будет» / Rozwodów nie będzie
- 1964 — «Влюбленный «Пингвин»» / Pingwin
- 1964 — «Закон и кулак» / Prawo i pięść
- 1964 — «Аватар, или Замена душ» / Awatar czyli zamiana dusz
- 1965 — «Рукопись, найденная в Сарагосе» / Rękopis znaleziony w Saragossie
- 1966 — «Квартирант» / Sublokator
- 1966 — «Барьер» / Bariera
- 1967 — «Клуб шахматистов» / Klub szachistów
- 1967 — «Отец» / Ojciec
- 1968 — «Кукла» / Lalka
- 1968 — «Всё на продажу» / Wszystko na sprzedaż
- 1969 — «Пан Володыёвский» / Pan Wołodyjowski
- 1971 — «Приключения пса Цивиля» / Przygody psa Cywila (совместно со студией «План»)